# Majster Kat
Majster Kat je slovačka thrash metal skupina. 

## Sastav

### Sadašnja postava
- Slymák - vokal
- Los - gitara
- Lukáš - gitara
- Tapyr - bas
- Bubonix - bubnjevi

## Diskografija

### Albumi
| Godina izlaska | Naziv         | Izdavač     |
| 2007.          | Svätá Zrhlosť | Panda Music |

### Demo CD
| Godina izlaska | Naziv | Izdavač       |
| 2003.          | Demo  | Self-Released |

### DVD
- Naživo v Bratislave - (Live, 2007.)

## Vanjske poveznice
- Majster Kat, službene stranice  Arhivirana inačica izvorne stranice od 5. prosinca 2007. (Wayback Machine)